# أندريه ليما
أندريه ليما (بالبرتغالية: André Lima) (3 مايو 1985 بريو دي جانيرو في البرازيل - ) هو لاعب كرة قدم برازيلي في مركز الهجوم. لعب مع أتلتيكو باراناينسي وبوتافوغو ريغاتاس وبيرسخوت إيه سي وغريميو بورتو أليغرينزي ونادي أفاي لكرة القدم ونادي بكين سينوبو غوان ونادي ساو باولو ونادي غاما ونادي فاسكو دا غاما ونادي فلومينينسي ونادي فيتوريا ونادي كوريتيبا ونادي هرتا برلين ونادي مادوريرا ونادي سامبايو كوريا.

## وصلات خارجية
- أندريه ليما على موقع قاعدة بيانات كرة القدم.إي يو (الإنجليزية)
- أندريه ليما على موقع Soccerway.com (الإنجليزية)
- أندريه ليما على موقع عالم كرة القدم.نت (الإنجليزية)